# فرنزيسكا ميتزنير
فرنزيسكا ميتزنير (بالألمانية: Franziska Mietzner) مواليد 20 ديسمبر 1988 في ألمانيا الشرقية، هي لاعبة كرة يد ألمانية تلعب كظهير أيسر. مثلت منتخب ألمانيا لكرة اليد للسيدات.

## سجل المنافسة
شاركت في البطولات التالية:
- بطولة العالم لكرة اليد للسيدات 2011

## روابط خارجية
- فرنزيسكا ميتزنير على موقع الاتحاد الأوروبي لكرة اليد (الإنجليزية)